# Списак побједника класификација на Тур де Франсу
Списак побједника класификација Тур де Франса представља списак возача који су освојили другостепене класификације на Тур де Франсу, друмској бициклистичкој трци, једној од три гранд тур трке која се углавном одржава у јулу у Француској и земљама у окружењу. На трци постоје четири главне класификације за које се додјељују мајице као и друге мање; поред генералног пласмана који је главна класификација и одређује побједника трке, другостепене су: класификација по поенима, брдска класификација и класификација за најбољег младог возача, док су мање тимска и класификација за најагресивнијег возача. Кроз историју су постојале и друге класификације, као што су класификација комбинације и спринт класификација, али су укинуте.
Петер Саган је рекордер у класификацији по поенима са седам побједа, док је Ерик Цабел остварио шест; Марк Кевендиш је рекордер по најдужем распону између двије побједе, од десет година. Ришар Виренк је рекордер брдске класификације, освојио ју је седам пута, док су је Федерико Бамонтес и Лусин ван Импе освојили по шест пута. Тадеј Погачар је рекордер у класификацији за најбољег младог возача са четири побједе, док су Јан Улрих и Анди Шлек освојили класификацију по три пута. Еди Меркс је четири пута добио награду за најагресивнијег возача цијелог Тура, док су Бернар Ино и Виренк добили награду по три пута. Док су на трци учествовали национални тимови, Француска и Белгија су освојили тимску класификацију по десет пута, а од комерцијалних тимова Мовистар је освојио седам пута. Од укинутих, Меркс је класификацију комбинације освојио пет пута, а Шон Кели спринт класификацију три пута.
Меркс је једини возач који је освојио Тур, брдску и класификацију по поенима исте године, освојивши тада и класификацију комбинације, док је Погачар једини возач који је освојио Тур, брдску и класификацију за најбољег младог возача исте године, урадивши то два пута.

## Опис
Брдска класификација је друга најстарија класификација на Тур де Франсу, уведена је 1933. и први побједник је Висенте Труеба. Награда за класификацију је први пут додијељена 1934. Током етапа на којима се возе успони, поени се додјељују првим возачима који прође преко обиљеженог  брдског циља, а бодови се додјељују највише десеторици возача, у зависности од категорије успона. Успони су категоризовани у зависности од процента нагиба, дужине успона и надморске висине, од најлакше четврте категорије, до најтеже екстра категорије. Што је успон тежи, то се додјељује више поена.
Класификација по поенима је трећа најстарија класификација на Тур де Франсу, уведена је 1953. и први побједник је Фриц Шер. Класификација је уведена на Туру за прославу 50 годишњице и представља такмичење за спринтере. Поени се додјељују за првих 15 возача на крају сваке етапе и на пролазним циљевима којих има на свакој етапи изузев на хронометрима, гдје се додјељује мањи број поена за такође 15 возача. Број поена који се добија зависи од типа етапе; на равним етапама додјељује се највише поена, док се на хронометрима и на тешким брдским етапама додјељује најмање поена. Систем је направљен да фаворизује спринтере, док други возачи могу да буду конкурентни ако имају довољан број високих позиција на брдским етапама.
Класификација за најбољег младог возача се одређује на исти начин као и генерални пласман. Времена возача се додају на крају сваке етапе и возач са најмањим укупним временом је лидер и носи бијелу мајицу. Класификација за младе возаче је само за возаче млађе од 26 година. Првобитно, класификација је била само за возаче који су професионалци максимум три године, а то правило се примјењивало до 1983. када је промијењено и у класификацији су учествовали само возачи који први пут возе Тур де Франс. Правила су последњи пут промијењена 1987. и важе и данас. Класификација је уведена на Тур 1975. и први побједник је Франческо Мозер, који је те године завршио Тур на седмом мјесту. Побједник класификације добија бијелу мајицу, али се она није додјељивала између 1989. и 2000.
Награда за најагресивнијег возача додјељује се возачу који се највише труди у току етапе, обично је то возач који највише времена проведе у бијегу, покушавајући да остане до циља и освоји етапу. Најагресивнији возач носи црвени број (бијели број на црвеној позадини) на наредној етапи. Године 1908. представљена је слична награда — „награда за храброст“, за коју се давало 100 франка и сребрна, позлаћена медаља, а награда је ишла возачу који се истакао по енергији коју је користио. Модерно такмичење почело је 1958. Награда је додјељивана са прекидом до 1981. а од тада додјељује се сваке године. Први добитник је Ваут Вагманс.
Тимска класификација се рачуна тако што се рачуна вријеме тројице најбоље пласираних возача из сваког тима на крају сваке етапе. Водећи тим носи жуте бројеве и жуте кациге.
Године 1971. покренута је спринт класификација, за коју се од 1984. додјељивала црвена мајица. Она је било такмичење пролазних циљева, а како су се пролазни циљеви бодовали и у класификацији по поенима, спринт класификација је укинута 1989. Од 1968. до 1989. постојала је класификација комбинације, Рачунале су се позиције возача у осталим класификацијама: генералном пласману, брдској и класификацији по поенима, као и спринт класификацији током периода када је постојала. За прво мјесто у некој класификацији додјељивао се бод, за друго мјесто два бода, за треће три итд. а возач са најмањим бројем бодова био је лидер у току трке и побједник на крају; Укинута је 1989.
Рекордер по броју побједа у брдској класификацији је Ришар Виренк са седам, испред Федерика Бамонтеса и Лусина ван Импеа са по шест; рекордер у класификацији по поенима је Петер Саган са седам, испред Ерика Цабела са шест и Шона Келија са четири; рекордер у класификацији за најбољег младог возача је Тадеј Погачар са четири побједе, испред Јана Улриха и Андија Шлека са по три. Погачар је бијелу мајицу, за лидера класификације за најбољег младог возача, носио на укупно 75 етапа, од чега на 72 заредом, од етапе 13 на трци 2020. до краја трке 2023. по чему је рекордер.

## Побједници
|  | Побједник Тур де Франса исте године |

| Година                        | Брдска класификација          | Класификација по поенима  | Најагресивнији возач         | Најбољи млади возач | Најбољи тим             | Реф.    |
| ----------------------------- | ----------------------------- | ------------------------- | ---------------------------- | ------------------- | ----------------------- | ------- |
| 2025.                         | Тадеј Погачар (3)             | Џонатан Милан             | Бен Хили                     | Флоријан Липовиц    | Визма—лејз а бајк       | [ 22 ]  |
| 2024.                         | Ричард Карапаз                | Бинијам Грмај             | Ричард Карапаз               | Ремко Евенепул      | УАЕ тим емирејтс        | [ 23 ]  |
| 2023.                         | Ђулио Чиконе                  | Јаспер Филипсен           | Виктор Кампенартс            | Тадеј Погачар (4)   | Јумбо—визма             | [ 24 ]  |
| 2022.                         | Јонас Вингегор                | Ваут ван Арт              | Ваут ван Арт                 | Тадеј Погачар (3)   | Инеос гренадирс (2)     | [ 25 ]  |
| 2021.                         | Тадеј Погачар (2)             | Марк Кевендиш (2)         | Франк Бонамур                | Тадеј Погачар (2)   | Бахреин—викторијус      | [ 26 ]  |
| 2020.                         | Тадеј Погачар                 | Сем Бенет                 | Марк Ирши                    | Тадеј Погачар       | Мовистар (7)            | [ 27 ]  |
| 2019.                         | Ромен Барде                   | Петер Саган (7)           | Жилијен Алафилип             | Еган Бернал         | Мовистар (6)            | [ 28 ]  |
| 2018.                         | Жилијен Алафилип              | Петер Саган (6)           | Данијел Мартин               | Пјер Латур          | Мовистар (5)            | [ 29 ]  |
| 2017.                         | Ворен Барги                   | Мајкл Метјуз              | Ворен Барги                  | Сајмон Јејтс        | Скај                    | [ 30 ]  |
| 2016.                         | Рафал Мајка (2)               | Петер Саган (5)           | Петер Саган                  | Адам Јејтс          | Мовистар (4)            | [ 31 ]  |
| 2015.                         | Крис Фрум                     | Петер Саган (4)           | Роман Барде                  | Наиро Кинтана (2)   | Мовистар (3)            | [ 32 ]  |
| 2014.                         | Рафал Мајка                   | Петер Саган (3)           | Алесандро де Марки           | Тибо Пино           | АГ2Р ла Мондијал        | [ 33 ]  |
| 2013.                         | Наиро Кинтана                 | Петер Саган (2)           | Кристоф Риблон               | Наиро Кинтана       | Саксо—Тинкоф (3)        | [ 34 ]  |
| 2012.                         | Томас Воклер                  | Петер Саган               | Крис Анкер Серенсен          | Тиџеј ван Гардерен  | Рејдиошек—нисан         | [ 35 ]  |
| 2011.                         | Самуел Санчез                 | Марк Кевендиш             | Жереми Роа                   | Пјер Ролан          | Гармин—сервело          | [ 36 ]  |
| 2010.                         | Антони Шарто                  | Алесандро Петаки          | Силван Шаванел (2)           | Анди Шлек (3)       | Рејдиошек               | [ 37 ]  |
| 2009.                         | Франко Пелицоти Егои Мартинез | Тор Хусховд (2)           | Франко Пелицоти нико         | Анди Шлек (2)       | Астана                  | [ 40 ]  |
| 2008.                         | Карлос Састре                 | Оскар Фреире              | Силван Шаванел               | Анди Шлек           | ЦСЦ—саксо банк (2)      | [ 41 ]  |
| 2007.                         | Маурисио Солер                | Том Бонен                 | Аметс Чурука                 | Алберто Контадор    | Дискавери чанел         | [ 42 ]  |
| 2006.                         | Мајкл Расмусен (2)            | Роби Макјуен (3)          | Давид де ла Фуенте           | Дамијано Кунего     | Т—Мобајл тим (4)        | [ 43 ]  |
| 2005.                         | Мајкл Расмусен                | Тор Хусховд               | Оскар Переиро                | Јарослав Попович    | Т—Мобајл тим (3)        | [ 44 ]  |
| 2004.                         | Ришар Виренк (7)              | Роби Макјуен (2)          | Ришар Виренк (2)             | Владимир Карпец     | Т—Мобајл тим (2)        | [ 45 ]  |
| 2003.                         | Ришар Виренк (6)              | Бејден Кук                | Александар Винокуров         | Денис Мењшов        | Тим ЦСЦ                 | [ 46 ]  |
| 2002.                         | Лоран Жалабер (2)             | Роби Макјуен              | Лоран Жалабер (2)            | Иван Басо           | Онце—ероски (2)         | [ 47 ]  |
| 2001.                         | Лоран Жалабер                 | Ерик Цабел (6)            | Лоран Жалабер                | Оскар Севиља        | Келме—коста бјанка (2)  | [ 48 ]  |
| 2000.                         | Сантијаго Ботеро              | Ерик Цабел (5)            | Ерик Декер                   | Франсиско Мансебо   | Келме—коста бјанка      | [ 49 ]  |
| 1999.                         | Ришар Виренк (5)              | Ерик Цабел (4)            | Жак Диран (2)                | Беноа Салмон        | Банесто (2)             | [ 50 ]  |
| 1998.                         | Кристоф Ринеро                | Ерик Цабел (3)            | Жак Диран                    | Јан Улрих (3)       | Кофидис                 | [ 51 ]  |
| 1997.                         | Ришар Виренк (4)              | Ерик Цабел (2)            | Ришар Виренк                 | Јан Улрих (2)       | Тим Телеком             | [ 52 ]  |
| 1996.                         | Ришар Виренк (3)              | Ерик Цабел                | Ришар Виренк                 | Јан Улрих           | Фестина—лотус (2)       | [ 53 ]  |
| 1995.                         | Ришар Виренк (2)              | Лоран Жалабер (2)         | Ернан Буенаора               | Марко Пантани (2)   | Онце                    | [ 54 ]  |
| 1994.                         | Ришар Виренк                  | Џамолидин Абдужапаров (3) | Ерос Поли                    | Марко Пантани       | Фестина—лотус           | [ 55 ]  |
| 1993.                         | Тони Ромингер                 | Џамолидин Абдужапаров (2) | Масимо Гирото                | Антонио Мартин      | Карера џинс—тасони (2)  | [ 56 ]  |
| 1992.                         | Клаудио Кјапучи (2)           | Лоран Жалабер             | Клаудио Кјапучи              | Еди Баувманс        | Карера џинс—вагабонд    | [ 57 ]  |
| 1991.                         | Клаудио Кјапучи               | Џамолидин Абдужапаров     | Клаудио Кјапучи              | Алваро Мехија       | Банесто                 | [ 58 ]  |
| 1990.                         | Тјери Клаверола               | Олаф Лудвиг               | Едуардо Чозас                | Жил Делион          | З—Томасо                | [ 59 ]  |
| 1989.                         | Герт Јан Тхенисе              | Шон Кели (4)              | Лоран Фињон                  | Фабрис Филипо       | ПДМ—ултима—конкорд (2)  | [ 60 ]  |
| 1988.                         | Стивен Рокс                   | Еди Планкарт              | Жером Симон                  | Ерик Брекинк        | ПДМ—ултима—конкорд      | [ 61 ]  |
| 1987.                         | Луис Ерера (2)                | Жан Пол ван Попел         | Режис Клер                   | Раул Алкала         | Систем И                | [ 62 ]  |
| 1986.                         | Бернар Ино                    | Ерик Вандерарден          | Бернар Ино (2)               | Ендрју Хампстен     | Ла вије клер (2)        | [ 63 ]  |
| 1985.                         | Луис Ерера                    | Шон Кели (3)              | Мартен Дикрот                | Фабио Пара          | Ла вије клер            | [ 64 ]  |
| 1984.                         | Роберт Милар                  | Франк Хосте               | Бернар Ино                   | Грег Лемонд         | Рено—елф (2)            | [ 65 ]  |
| 1983.                         | Лусин ван Импе (6)            | Шон Кели (2)              | Серж Демијер                 | Лоран Фињон         | Ти—ралајг—кампањоло (2) | [ 66 ]  |
| 1982.                         | Бернар Вале                   | Шон Кели                  | Режис Клер                   | Фил Андерсон        | Коп—мерсје—мавик        | [ 67 ]  |
| 1981.                         | Лусин ван Импе (5)            | Фреди Мартенс (3)         | Бернар Ино                   | Петер Винен         | Пежо—есо—мишелин        | [ 68 ]  |
| 1980.                         | Ремон Мартен                  | Руди Певенахе             | Кристијан Левавасер          | Јохан ван дер Велде | Мико—мерсје—вивагел (2) | [ 69 ]  |
| 1979.                         | Ђовани Батаљин                | Бернар Ино                | Хени Којпер                  | Жан Рене Берноде    | Рено—житан              | [ 70 ]  |
| 1978.                         | Маријано Мартинез             | Фреди Мартенс (2)         | Пол Веленс                   | Хенк Лубердинг      | Мико—мерсје—вивагел     | [ 71 ]  |
| 1977.                         | Лусин ван Импе (4)            | Жак Екласан               | Гери Кнетеман                | Дитрих Турау        | Ти—ралајг               | [ 72 ]  |
| 1976.                         | Ђанкарло Белини               | Фреди Мартенс             | Ремон Делисл                 | Енрике Мартинез     | Кас—кампањоло (3)       | [ 73 ]  |
| 1975.                         | Лусин ван Импе (3)            | Рик ван Линден            | Еди Меркс (4)                | Франческо Мозер     | Жан—мерсје—иткинсон (2) | [ 74 ]  |
| 1974.                         | Доминго Перурена              | Патрик Серку              | Еди Меркс (3)                | —                   | Кас—каскол (2)          | [ 75 ]  |
| 1973.                         | Педро Торес                   | Херман ван Спрингел       | Луис Окања (2)               | —                   | Бик (2)                 | [ 76 ]  |
| 1972.                         | Лусин ван Импе (2)            | Еди Меркс (3)             | Сирил Гимар                  | —                   | Жан—мерсје—иткинсон     | [ 77 ]  |
| 1971.                         | Лусин ван Импе                | Еди Меркс (2)             | Луис Окања                   | —                   | Бик                     | [ 78 ]  |
| 1970.                         | Еди Меркс (2)                 | Валтер Годефрот           | Еди Меркс (2)                | —                   | Салварини               | [ 79 ]  |
| 1969.                         | Еди Меркс                     | Еди Меркс                 | Еди Меркс                    | —                   | Фаема                   | [ 80 ]  |
| 1968.                         | Аурелио Гонзалез              | Франко Битоси             | Роже Пенжон                  | —                   | Тим Шпаније             | [ 81 ]  |
| 1967.                         | Хулио Хименез (3)             | Јан Јансен (3)            | Дезир Летор                  | —                   | Тим Француске (10)      | [ 82 ]  |
| 1966.                         | Хулио Хименез (2)             | Вили Планкарт             | Руди Алтиг                   | —                   | Кас—каскол (2)          | [ 83 ]  |
| 1965.                         | Хулио Хименез                 | Јан Јансен (2)            | Феличе Ђимонди               | —                   | Кас—каскол              | [ 84 ]  |
| 1964.                         | Федерико Бамонтес (6)         | Јан Јансен                | Анри Англад                  | —                   | Пелфорт—суваж           | [ 85 ]  |
| 1963.                         | Федерико Бамонтес (5)         | Рик ван Лој               | Рик ван Лој                  | —                   | Сен Рафаел (2)          | [ 86 ]  |
| 1962.                         | Федерико Бамонтес (4)         | Руди Алтиг                | Еди Павуелс                  | —                   | Сен Рафаел              | [ 87 ]  |
| 1961.                         | Имерио Масињан (2)            | Андре Даригад             | Тим Уст–суд–Уст              | —                   | Тим Француске (9)       | [ 88 ]  |
| 1960.                         | Имерио Масињан                | Жан Гразик (2)            | Жан Гразик                   | —                   | Тим Француске (8)       | [ 89 ]  |
| 1959.                         | Федерико Бамонтес (3)         | Андре Даригад             | Жерар Сен                    | —                   | Тим Белгије (10)        | [ 90 ]  |
| 1958.                         | Федерико Бамонтес (2)         | Жан Гразик                | Федерико Бамонтес            | —                   | Тим Белгије (9)         | [ 91 ]  |
| 1957.                         | Гастоне Ненчини               | Жан Форестје              | Николас Бароне               | —                   | Тим Француске (7)       | [ 92 ]  |
| 1956.                         | Шарли Гол (2)                 | Стан Окерс (2)            | Андре Даригад                | —                   | Тим Белгије (8)         | [ 93 ]  |
| 1955.                         | Шарли Гол                     | Стан Окерс                | Шарли Гол                    | —                   | Тим Француске (6)       | [ 94 ]  |
| 1954.                         | Федерико Бамонтес             | Фердинанд Киблер          | Лисјен Лазарид / Франсоа Мае | —                   | Тим Швајцарске          | [ 96 ]  |
| 1953.                         | Хесус Лороњо                  | Фриц Шер                  | Ваут Вагманс                 | —                   | Тим Холандије           | [ 97 ]  |
| 1952.                         | Фаусто Копи (2)               | —                         | —                            | —                   | Тим Италије (4)         | [ 98 ]  |
| 1951.                         | Рафаел Жеминијани             | —                         | —                            | —                   | Тим Француске (5)       | [ 99 ]  |
| 1950.                         | Луизон Бобе                   | —                         | —                            | —                   | А Тим Белгије (7)       | [ 100 ] |
| 1949.                         | Фаусто Копи                   | —                         | —                            | —                   | А Тим Италије (3)       | [ 101 ] |
| 1948.                         | Ђино Бартали (2)              | —                         | —                            | —                   | А Тим Белгије (6)       | [ 102 ] |
| 1947.                         | Пјер Брамбила                 | —                         | —                            | —                   | Тим Италије (2)         | [ 103 ] |
| 1940—1946. Други свјетски рат |                               |                           |                              |                     |                         |         |
| 1939.                         | Силвер Мас                    | —                         | —                            | —                   | Б Тим Белгије (5)       | [ 104 ] |
| 1938.                         | Ђино Бартали                  | —                         | —                            | —                   | Тим Белгије (4)         | [ 105 ] |
| 1937.                         | Фелицин Верваке (2)           | —                         | —                            | —                   | Тим Француске (4)       | [ 106 ] |
| 1936.                         | Хулијан Берендеро             | —                         | —                            | —                   | Тим Белгије (3)         | [ 107 ] |
| 1935.                         | Фелицин Верваке               | —                         | —                            | —                   | Тим Белгије (2)         | [ 108 ] |
| 1934.                         | Рене Вијето                   | —                         | —                            | —                   | Тим Француске (3)       | [ 109 ] |
| 1933.                         | Висенте Труеба                | —                         | —                            | —                   | Тим Француске (2)       | [ 110 ] |
| 1932.                         | —                             | —                         | —                            | —                   | Тим Италије             | [ 111 ] |
| 1931.                         | —                             | —                         | —                            | —                   | Тим Белгије             | [ 112 ] |
| 1930.                         | —                             | —                         | —                            | —                   | Тим Француске           | [ 113 ] |

## По возачима
| Позиција | Држава                |   |   |   | Укупно |
| -------- | --------------------- | - | - | - | ------ |
| 1.       | Ришар Виренк          | 0 | 7 | 0 | 7      |
| 1.       | Петер Саган           | 7 | 0 | 0 | 7      |
| 1.       | Тадеј Погачар         | 0 | 3 | 4 | 7      |
| 4.       | Федерико Бамонтес     | 0 | 6 | 0 | 6      |
| 4.       | Лусин ван Импе        | 0 | 6 | 0 | 6      |
| 4.       | Ерик Цабел            | 6 | 0 | 0 | 6      |
| 7.       | Еди Меркс             | 3 | 2 | 0 | 5      |
| 8.       | Шон Кели              | 4 | 0 | 0 | 4      |
| 8.       | Лоран Жалабер         | 2 | 2 | 0 | 4      |
| 10.      | Јан Јансен            | 3 | 0 | 0 | 3      |
| 10.      | Хулио Хименез         | 0 | 3 | 0 | 3      |
| 10.      | Фреди Мартенс         | 3 | 0 | 0 | 3      |
| 10.      | Џамолидин Абдужапаров | 3 | 0 | 0 | 3      |
| 10.      | Јан Улрих             | 0 | 0 | 3 | 3      |
| 10.      | Роби Макјуен          | 3 | 0 | 0 | 3      |
| 10.      | Анди Шлек             | 0 | 0 | 3 | 3      |
| 10.      | Наиро Кинтана         | 0 | 1 | 2 | 3      |
| 18.      | Фелицин Верваке       | 0 | 2 | 0 | 2      |
| 18.      | Ђино Бартали          | 0 | 2 | 0 | 2      |
| 18.      | Фаусто Копи           | 0 | 2 | 0 | 2      |
| 18.      | Шарли Гол             | 0 | 2 | 0 | 2      |
| 18.      | Стан Окерс            | 2 | 0 | 0 | 2      |
| 18.      | Жан Гразик            | 2 | 0 | 0 | 2      |
| 18.      | Андре Даригад         | 2 | 0 | 0 | 2      |
| 18.      | Имерио Масињан        | 0 | 2 | 0 | 2      |
| 18.      | Бернар Ино            | 1 | 1 | 0 | 2      |
| 18.      | Луис Ерера            | 0 | 2 | 0 | 2      |
| 18.      | Клаудио Кјапучи       | 0 | 2 | 0 | 2      |
| 18.      | Марко Пантани         | 0 | 0 | 2 | 2      |
| 18.      | Мајкл Расмусен        | 0 | 2 | 0 | 2      |
| 18.      | Тор Хусховд           | 2 | 0 | 0 | 2      |
| 18.      | Марк Кевендиш         | 2 | 0 | 0 | 2      |
| 18.      | Рафал Мајка           | 0 | 2 | 0 | 2      |

### По државама
| Позиција | Држава               |    |    |   | Укупно |
| -------- | -------------------- | -- | -- | - | ------ |
| 1.       | Француска            | 9  | 23 | 8 | 40     |
| 2.       | Белгија              | 21 | 11 | 1 | 33     |
| 3.       | Шпанија              | 1  | 18 | 5 | 24     |
| 4.       | Италија              | 3  | 13 | 5 | 21     |
| 5.       | Њемачка              | 8  | 0  | 5 | 13     |
| 6.       | Холандија            | 4  | 2  | 5 | 11     |
| 7.       | Колумбија            | 0  | 5  | 5 | 10     |
| 8.       | Словачка             | 7  | 0  | 0 | 7      |
| 8.       | Словенија            | 0  | 3  | 4 | 7      |
| 9.       | Аустралија           | 5  | 0  | 1 | 6      |
| 9.       | Уједињено Краљевство | 2  | 2  | 2 | 6      |
| 12.      | Луксембург           | 0  | 2  | 3 | 5      |
| 12.      | Ирска                | 5  | 0  | 0 | 5      |
| 14.      | Швајцарска           | 2  | 1  | 0 | 3      |
| 14.      | САД                  | 0  | 0  | 3 | 3      |
| 14.      | Узбекистан           | 3  | 0  | 0 | 3      |
| 14.      | Данска               | 0  | 3  | 0 | 3      |
| 18.      | Норвешка             | 2  | 0  | 0 | 2      |
| 18.      | Пољска               | 0  | 2  | 0 | 2      |
| 18.      | Русија               | 0  | 0  | 2 | 2      |
| 21.      | Мексико              | 0  | 0  | 1 | 1      |
| 21.      | Еквадор              | 0  | 1  | 0 | 1      |
| 21.      | Еритреја             | 1  | 0  | 0 | 1      |

## Укинуте класификације
|  | Побједник Тур де Франса исте године |

| Година | Класификација комбинације | Спринт класификација | Класификација тимски поени | Реф.   |
| ------ | ------------------------- | -------------------- | -------------------------- | ------ |
| 1989.  | Стивен Рокс               | Шон Кели             | —                          | [ 60 ] |
| 1988.  | Стивен Рокс               | Франс Масен          | ПДМ—ултима—конкорд         | [ 61 ] |
| 1987.  | Жан Франсоа Бернар        | Жилбер Дикло Ласал   | Систем И                   | [ 62 ] |
| 1986.  | Грег Лемонд               | Герит Солевелд       | Панасоник (2)              | [ 63 ] |
| 1985.  | Грег Лемонд               | Јозеф Ликенс         | Ла вије клер               | [ 64 ] |
| 1984.  | Није се додјељивала       | Жак Ханеграф         | Панасоник                  | [ 65 ] |
| 1983.  | Није се додјељивала       | Шон Кели             | Ти—ралајг—кампањоло (4)    | [ 66 ] |
| 1982.  | Бернар Ино                | Шон Кели             | Ти—ралајг—кампањоло (3)    | [ 67 ] |
| 1981.  | Бернар Ино                | Фреди Мартенс        | Пежо—есо—мишелин (2)       | [ 68 ] |
| 1980.  | Лудо Петерс               | Руди Певенах         | Ти—ралајг—креда (2)        | [ 69 ] |
| 1979.  | Није се додјељивала       | Вили Тејрлинк        | Рено—житан                 | [ 70 ] |
| 1978.  | Није се додјељивала       | Жак Босис            | Ти—ралајг—Макгрегор        | [ 71 ] |
| 1977.  | Није се додјељивала       | Пјер Ремон Вијемијан | Пежо—есо—мишелин           | [ 72 ] |
| 1976.  | Није се додјељивала       | Роберт Минткијевиц   | Жан—мерсје—иткинсон (4)    | [ 73 ] |
| 1975.  | Није се додјељивала       | Марк Демејер         | Жан—мерсје—иткинсон (3)    | [ 74 ] |
| 1974.  | Еди Меркс                 | Бери Хобан           | Жан—мерсје—иткинсон (2)    | [ 75 ] |
| 1973.  | Јоп Зутемелк              | Марк Демејер         | Жан—мерсје—иткинсон        | [ 76 ] |
| 1972.  | Еди Меркс                 | Вили Тејрлинк        | —                          | [ 77 ] |
| 1971.  | Еди Меркс                 | Питер Насен          | —                          | [ 78 ] |
| 1970.  | Еди Меркс                 | —                    | —                          | [ 79 ] |
| 1969.  | Еди Меркс                 | —                    | —                          | [ 80 ] |
| 1968.  | Франко Битоси             | —                    | —                          | [ 81 ] |